# Igreja dos Santos Apóstolos
Iluminura do Códice Vaticano de 1162 com possível imagem da igreja
A Igreja dos Santos Apóstolos (em grego medieval: Ἅγιοι Ἀπόστολοι; romaniz.: Agioi Apostoloi; em turco: Havariyyun Kilisesi), também conhecida como Poliândrio Imperial (Cemitério Imperial), era uma basílica cristã.

## História
Erguida em 330 em Constantinopla por Constantino I, e finalizada por seu filho Constâncio II em 337. Foi destruída na Revolta de Nica em 532 e reconstruída entre 532 e 550 por Justiniano I (r. 527–565). Dentre as grandes igrejas do Império Romano do Oriente, apenas a Basílica de Santa Sofia lhe fazia sombra. Nesta igreja eram sepultados imperadores e imperatrizes, como Constantino, sua mãe Helena, Justiniano e sua esposa Teodora, Heráclio, Basílio I, o Macedônio entre outros. Também eram sepultados alguns santos e patriarcas, como João Crisóstomo.
Também abrigou relíquias de alguns apóstolos: Santo André, São Lucas e Timóteo de Éfeso. Foi saqueada durante a Quarta Cruzada de 1204 e quando Constantinopla foi tomada pelos otomanos, em 1453, a igreja tornou-se a sede do patriarca por um breve período de tempo. Em 1461, foi demolida para dar lugar à Mesquita do Conquistador, onde está sepultado o sultão Maomé II, o Conquistador, que conquistou Constantinopla em 1453. A Catedral de São Marcos, em Veneza, foi parcialmente inspirada na Igreja dos Santos Apóstolos.